# Мірошниченко Григорій Андрійович
Григорій Андрійович Мірошниченко (нар. 29 листопада 1905, Графське, Вовчанський повіт, Харківська губернія — рік і місце смерті невідомі) — український радянський бібліотекознавець, громадський діяч, директор (1949—1969) Харківської державної наукової бібліотеки імені В. Г. Короленка (ХДНБ), заслужений працівник культури УРСР (1966), учасник Другої світової війни, підполковник у відставці.

## Біографія
Григорій Мірошниченко народився 29 листопада 1905 року у родині незаможних селян. Навчався у сільській школі. У 1925 році закінчив факультет насінництва Верхнє-Писарівської сільськогосподарської профшколи. Працював завідувачем сільських клубів та бібліотек у селах Тернова, Графське, Лосівка Вовчанського району. Упродовж 1928—1932 років навчався на бібліотечному факультеті Всеукраїнського інституту комуністичної освіти. Працював на посадах заступника завідувача, завідувача Центрального бібліотечного колектору УРСР у Харкові. У 1934—1935 роках викладав у Ніжинському бібліотечному технікумі.
Упродовж 1933—1946 років перебував на військовій службі. Брав участь у бойових діях під час Другої світової війни: Радянсько-фінській війні (1939—1940). У 1942—1943 роках навчався у Томській військовій електротехнічній академії зв'язку. Був призначений командиром окремого корпусного батальйону зв'язку. У 1946 році після розформування військової частини у званні підполковника вийшов у відставку.
До 1949 року працював на партійних посадах Харківського обкому Комуністичної партії України та Харківського турбогенераторного заводу імені С. М. Кірова.
У квітні 1949 року Г. А. Мірошниченка призначено на посаду директора Харківської державної наукової бібліотеки ім. В. Г. Короленка. Під його керівництвом була завершена післявоєнна відбудова, відновлена матеріально-технічна база, бібліотечні фонди та система каталогів, які значно постраждали в період окупації Харкова.
Григорій Андрійович Мірошниченко займався науково-дослідною роботою в галузі бібліотекознавства та бібліографії УРСР, відновленням та розвитком бібліотечної мережі сходу України, яка була майже дезорганізована під час Другої світової війни.
Викладав курс фондів і каталогів на бібліотечному факультеті Харківського державного бібліотечного інституту. Неодноразово призначався головою Державної екзаменаційної комісії ХДБІ.
Разом з директором провідні фахівці ХДНБ брали участь у розробці основних питань бібліотекознавства і бібліографії, подавали матеріали для розгляду на пленарних засіданнях міжвідомчих бібліотечних рад при міністерствах культури СРСР та УРСР, готували статті, консультації, інформаційні повідомлення до фахових видань, бібліографічних бюлетенів. Він налагодив систематичну роботу вченої ради бібліотеки, запровадив в її структурі роботу тематичних секцій.
Під його керівництвом після відбудови та реставрації у 1950 році відкрито читальний зал, вирішені питання диференційного обслуговування читачів, запрацювали спеціалізовані зали. Він особисто виступав на зустрічах із харківськими письменниками (І. А. Багмутом, В. А. Добровольським, Б. І. Котляровим, С. М. Мушником, Ю. Г. Герасименком), літературних вечорах. Підтримував співпрацю з читацьким активом, виступав з доповідями на читацьких конференціях.
Григорій Андрійович опікувався бібліотечними закладами, здійснював систематичний контроль за наданням методичної допомоги бібліотекам зони та республіки, неодноразово очолював бригадні виїзди, значну увагу приділяв підвищенню кваліфікації бібліотекарів. За його сприянням було запроваджено проведення обласних, міських, кущових семінарів, занять з окремими групами бібліотечних працівників, бібліотечне учнівство для сільських бібліотекарів, методичні наради, практикуми, екскурсії тощо.
За сумлінну та плідну працю в бібліотечній сфері нагороджений знаком Міністерства культури СРСР «За відмінну роботу», почесними грамотами Міністерства культури УРСР, іменним годинником. За значний особистий внесок у розвиток української культури Г. А. Мірошниченку було присвоєне почесне звання «Заслужений працівник культури УРСР». За доблесну військову службу нагороджений орденами Червоної зірки (1940), Вітчизняної війни ІІ ступеня, медалями «За бойові заслуги» (СРСР)", «За оборону Ленінграда» (1942), «За перемогу над Німеччиною у Великій Вітчизняній війні 1941—1945 рр.»" (1945), ювілейними медалями. Після виходу на пенсію у 1969 році отримав персональну пенсію республіканського значення.

## Основні праці
- Методичні настанови до проведення «Тижня дитячої книги» / Харків. держ. наук. б-ка ім. В. Г. Короленка ; уклад.: Г. Мірошниченко, Г. Гольдберг. [Харків], 1951. 12 с.
- Библиографическая работа библиотек  Украины : материалы теорет. конф. (19-21 окт. 1951 г.) / Гос. науч. б-ка им. В. Г. Короленко ; [редкол.: Д. Д. Тараманова (под общ. рук.) и др. ; отв. ред. Г. А. Мирошниченко]. Харьков : [ХГНБК], 1952. 95 с.

- Мірошниченко Г. А. У наукових бібліотеках України: про роботу ХДНБ // Культурно-освітня робота. 1953. № 4. С. 41–42.

- Мірошниченко Г. А. Книжкова скарбниця // Соціалістична культура. 1955. № 9. С. 3–4.

- Мірошниченко Г. А. Диференційоване обслуговування читачів Державної наукової бібліотеки ім. В. Г. Короленка // Конференція спеціальних кафедр спільно з бібліотечними працівниками, присвячена питанню диференційованого обслуговування читачів / Харків. бібл. ін-т. Харків, 1957. С. 13–14.
- Харківська державна наукова бібліотека ім. В. Г. Короленка: до 40-річчя Велик. Жовтн. соціаліст. революції / Харків. держ. наук. б-ка ім. В. Г. Короленка ; склали: Г. А. Мірошниченко та ін. Харків: Книжк. палата УРСР, 1957. 92 с.
- Мірошниченко Г. А. Робота з молодими спеціалістами-випускниками бібліотечного інституту в Харківській державній науковій бібліотеці ім. В. Г. Короленка // Перша науково-методична конференція випусків [Харківського державного] бібліотечного інституту (7–10 трав. 1958 р.). Харків, 1959. С. 21–27.
- Мірошниченко Г. А. Університет для всіх: про роботу ХДНБ // Соціалістична культура. 1965. № 11. С. 29–31.